# 陈传康
陈传康（1931年—1997年），男，广东潮安人，中国自然地理学家、旅游地理学家，北京大学教授，曾任中国科学技术史学会常务理事。